# Dealu Roatei
Dealu Roatei falu Romániában, Erdélyben, Fehér megyében.

## Fekvése
Kénesd közelében fekvő település.

## Története
Dealu Roatei korábban Kénesd része volt, 1956 körül vált külön 90 lakossal. 1966-ban 95, 1977-ben 86, 1992-ben 49, 2002-ben pedig 30 román lakosa volt.